# Microregiunea Szentlőrinc
Microregiunea Szentlőrinc (în maghiară Szentlőrinci kistérség) a fost o microregiune statistică (kistérség) din județul Baranya, Ungaria.
Cu o populație de 14.715 locuitori și o suprafață de 270,28 km2, aceasta a existat până în 2014, când în Ungaria, microregiunile ”kistérségek” au fost înlocuite de districte (járások).